# Iwoigne
L'Iwoigne (parfois encore appelé Iwène) est un ruisseau de Belgique, affluent de la Lesse.
Il prend sa source à Chevetogne, arrose Custinne et se jette dans la Lesse au sud de Gendron.